# Anostirus melas
Anostirus melas là một loài bọ cánh cứng trong họ Elateridae. Loài này được Koenig miêu tả khoa học năm 1887.